# Бајар на Марни
Бајар на Марни (фр. Bayard-sur-Marne) насеље је и општина у североисточној Француској у региону Шампањ-Арден, у департману Горња Марна која припада префектури Сен Дизје.
По подацима из 2011. године у општини је живело 1.427 становника, а густина насељености је износила 92,72 становника/km². Општина се простире на површини од 15,39 km². Налази се на средњој надморској висини од 165 метара.

## Демографија
| 1962. | 1968. | 1975. | 1982. | 1990. | 1999. | 2011. |
| ----- | ----- | ----- | ----- | ----- | ----- | ----- |
| 1.413 | 1.788 | 1.640 | 1.497 | 1.622 | 1.518 | 1.427 |

График промене броја становника у току последњих година